# غرايم أوبري
غرايم أوبري (بالإنجليزية: Graeme Aubrey)‏ هو لاعب كرة قدم أسترالية أسترالي، ولد في 4 أغسطس 1948.

## وصلات خارجية
- غرايم أوبري على موقع AustralianFootball.com (الإنجليزية)
- غرايم أوبري على موقع AFLtables.com (الإنجليزية)